# オギー&コックローチ
『オギー&コックローチ』（オギーアンドコックローチ、英語: Oggy and the Cockroaches、フランス語: Oggy et les Cafardsいずれも直訳は「オギーとゴキブリ」）は、フランスのゴーモン（Gaumont Film Company）が1998年に製作開始したフランスのテレビアニメである。シーズン3以降はシーラム（Xilam Animation Company）が製作提供している。
シリーズ開始から15周年を迎えた2013年8月には初の映画化を果たし、日本でも2014年8月31日にカートゥーン ネットワークにて『オギー・ザ・ムービー：過去から未来へ！』のタイトルで放送された。
2018年に制作20周年を迎え、現在も、不定期に新作が製作・放送されている。

## 概要
広大な家に住む猫のオギーといとこのジャック、そして自分の家に勝手に住み着いている3匹のゴキブリ「ディーディー、ジョーイ、マーキー」が織り成すドタバタコメディ。
猫が主人公で、3匹のゴキブリが主人公を打ち負かすなど、トムとジェリーを思わせる作風となっている。
本編ではセリフなどが一切無く、メインとなるのはBGMとオギー達の泣き声やゴキブリ達の笑い声だけであるが、オギーを始めとする登場キャラクターが対話する際にはそれぞれが言葉にならない音(猫の鳴き声など)を発している。

## スタッフ
- 制作：ジャン＝イヴ・ランボー (Jean-Yves Raimbaud)
- 監督：オリヴィエ・ジャン・マリー、トーマス・サーボ (Olivier Jean Marie、Thomas Szabó)
- プロデュース：マルク・デュ・ポンタヴィス (Marc du Pontavice)［Xilam Animation］

## 登場人物

### ネコ
オギー (Oggy)
本作の主人公。太めな体型の青い猫。大きな赤い鼻と頭頂部の黒髪のような模様がトレードマークである。鼻は取り外しが自由で音が鳴る。シーズン4のラストで白猫のオリビアと結婚している。
少しドジでマイペースな性格。のんびりとテレビを観ることが好きだが、意外に多趣味で色々なことにチャレンジしている。自分に酷いことをしてきた相手でも困っている時は迷わず手を差し伸べる等、優しい所もある。
手先が器用で、本編では様々なものを組立て作り上げる様子が窺える（リモコン式の電動芝刈り機など）。
得意なスポーツはペタンクであり、その腕前は球技に自信のあるジャックを打ち負かすほど。
(勝手に)同居しているゴキブリ達にはいつも食べ物を盗まれたり、趣味を邪魔されたり、悪戯を仕掛けられる等のちょっかいを出され、その都度怒って追いかけ回すが、逆にやり込められ酷い目に遭うのがオチである。しかし時折逆転しお仕置きに成功する事もある。ゴキブリ達が可哀想な目に遭っていると助けに入る、基本的に同居している彼らを追い出そうとしない等、ジャックに比べるとそれ程彼らを敵視しておらず、お互いピンチの時にはゴキブリ達と協力し合う事もある。
青紫色の屋根の広く大きな家に一匹で住んでいる。家はゴキブリ達の悪戯によって破壊されバラバラになるものの、次のストーリーでは元に戻っている。元に戻す手段の一つを上げるなら、ゴキブリ達を大金と引き換えに売却し、大きな家を形そのままヘリコプターに吊るして元の位置に置くという方法があった。
オギーの持つハエたたきは多彩なギミックが施されており、先端部分が色々なものに形を変えてゴキブリ達を倒している。
全身に青い毛が生えているように見えるが、実はオギー自体に毛は生えておらず、青い毛皮の服を着用しているだけ。
上述の通り、ストーリーによって運が悪かったり良かったりする。運が悪い場合は、シーズン1でチョコレート型爆弾を口に含んで爆発に巻き込まれたり、ひどい場合には包帯を巻くほどの大怪我を負わされていたりする。また、シーズン4ではジョーイの悪戯が原因で、発電所の鉄塔から漏電した大量の電気を浴びた影響から突然変異で実写のような姿の猫に変身してしまうトラブルに見舞われた。運が良い場合は、シーズン3でカーレースに優勝したり、シーズン4でオリビアが出場したマラソン大会に優勝したりする。
なお一部の回を除いて高所恐怖症の一面がある。一度だけゴキブリをハエ叩きで殺したが、(のちにゴキブリの幽霊が出たため）丸い絨毯の上に設置した高い椅子に座り、ギターのような楽器で演奏して生き返らせている。
ジャック (Jack)
オギーの近所に住んでいる従兄弟の猫。オギーとは対照的に少しワイルドな外見で、緑色の体毛と耳から長くはみ出た毛が特徴。妻子持ち。
オギーとは正反対の短気ですぐに手が出る性格だが、ボブには敵わない。高い所が大嫌い。オギーほどではないが手先は割と器用であり、機械いじりやもの作りを行うことがある。
また、アウトドア志向の持ち主でチャレンジ精神に富んでおり、ロッククライミングに挑戦したりレースに参加するなどしている。話によっては関連イベントにオギーを誘うことがあり、シーズン3でオギーとジャックがカーレースする回では、一度カーレースへ出場したが、レースの前に自身が飲んでいたジュースの中にジョーイが麻酔薬を入れたためレース直前に寝込んでしまった。結果、優勝したのはゴキブリ3人組を退治するためにレースに参加したオギーだった。なお、その後もトロフィーはもらえなかったために大号泣しているが、その悔しさに伴いもう一度参加したわけではなく、道路が無茶苦茶に破壊された状態になったラジコン用コースでRCカーを操縦して遊ぶことで満足している。
一部の回を除いて山や丘陵に対しては平気だが、灯台や城など標高の高い施設は高所恐怖症なのかひどく嫌っている。
オギー同様ゴキブリ達にはいつも振り回されており、オギー以上に彼らを敵視しているが、短気が災いし単純な罠に引っかかる等、オギーに比べ酷い返り討ちに遭うことが多い。
オギーの事は時折ドジさ加減に怒る事はあるが、(主にゴキブリ達の事で)助けを求められると必ず駆けつけたり、オギーを助ける為、大嫌いなゴキブリ達に頭を下げて協力を乞う等、非常に大切に思っている。
シーズン1の序盤ではオギー同様、鼻が取り外し自由だったが、シーズン1以降はジャックが自ら取っている事や誰かに取られている事はない。
当初はオギー宅に同居していたことが多かったが、話が進むごとに自宅からオギー宅へ遊びに行ったり彼からの連絡で駆け付ける様子がうかがえる。
オギー同様、体に毛が生えているわけではなく、緑色の毛皮の服を着用しているだけ。

### ゴキブリ
敵役の三匹トリオ。オギーの家の排気口に住んでおり、排気口の中には缶詰めの空き缶を再利用したベットが設置されている。
普段は3匹で同居しており、寝食を共にしている。3匹の関係は不明だが、話の中で幼馴染や兄弟や従兄弟の間柄を匂わせるシーンがある。3匹ともオリビア宅の排気口に住んでいるメスゴキブリにメロメロになる。
暇さえあればオギーやジャック、稀に隣家のボブにまで悪戯をする。その内容は、オギーとジャックが車で走っている道路に油を塗って車を滑らせる、オギーのベッドに虎バサミを取り付ける、トイレにダイナマイトを仕掛けるなど過激なものが多い。
まれにシーズン4では彼らの悪戯によりボブの建てたマンションを破壊、大陸や島をも丸ごと大破するなどの大惨事に発展することもある。
また、オギーたちと協力するエピソードもあり、時々オギーやジャックに仕返しされて終わる話もある。特に第4シーズンでは、協力するエピソードや仕返しされて終わる話が多い。さらに話によっては3匹揃って登場しない回もある。(ディーディーのみなど。) シーズン8では、後述のピヤの為に協力することが多いが、オギーの毛糸玉の形をしたオブジェが割れた際に、(おそらく)ケーキドームに入られたことがある。
通常は排気口でトランプをしている事が多い。
シーズン1で、オギーにハエ叩きで殺され、幽霊になったものの、オギーにより生き返った。
ジョーイ (Joey)
小柄で桃色の身体に紫色の顔、右目が桃色(初期は赤色)、左目が黄色のオッドアイのゴキブリ。
自称3匹の中のリーダーであり、参謀格。常に悪巧みをしており、金銭にがめつい一面がある。誕生日は1991年6月15日。
怒りっぽい性格で利己的な面が強く、それが原因で他の2匹に見限られることもある。
単独でオギーと関わるエピソードも多い。
オギーに瓜二つな猫が登場した回では、追い詰められて精神崩壊に遭った事がある。またシーズン4でオギーとおいかけっこしている最中に発電所に入ってしまい実写っぽいゴキブリに変身したことがある。
ディーディー (Dee Dee)
太った紫色の身体に橙色の顔と緑眼のゴキブリ。
食いしん坊でいつも腹を空かせている。単独行動が多い。3匹の中ではペタンクはうまいが、オギーほどではない。
シーズン1でジャックがテノールのリサイタル(曲はカルメン)をする回では、歌唱力に秀でている面がある。
シーズン4にてオギー宅に空き巣が入った回では、冷蔵庫を奪われた事に激怒し、たった1人で犯人を突き止め、空手で犯人を倒し、奪われた家具全てを取り返した(犯人はタコであった)。
また格闘技も上手く、シーズン4では、レスリングに出場し、勝利したことがある。
マーキー (Marky)
灰色の体に緑色の顔と桃色の眼のゴキブリ。触角は2匹と違いクセがついている。
3匹の中では最も大人しいが、性格には難がある。
女好きなのか、シーズン1でオギーの家に訪ねてきた人間の女性にアタックしたり、同じくシーズン1でオギーが遊んでいた女の子の人形や第5シーズンに登場した犬のお姫様に一目惚れする回もあった。
画力が高く、リアルなドラゴンや恐竜の絵、はたまたオリビアの肖像画を描いたことがある(シーズン5のとある回で確認できる)。
災難な目に遭うことが結構多く、体が長いためか、シーズン2ではジャックに空手着の帯として使われたり、シーズン4にてボブに脅迫されて蝶の格好をさせられ、その状態で崖から飛び降りたり、蝶のレースに無理矢理出場させられたり、そのレースのコース内にある火の輪をくぐらされたこともあった。
またシーズン4ではキャビアや、シーズン7ではオリビアが所有していたApple Watchのような電化製品などの高級品や新しいものに執着を示し、同じくシーズン7ではオギーのぬいぐるみでお飯事をしていたり、シーズン1でオギーの女の子の人形で結婚式を開いていたこともあり、彼自身の個性が本編において何らかの形で強調されている事が多い。
これらの点から結構なんかしらの食品や物を欲しがったり、家庭面や恋愛がしっかりしている場面があるが故に他の回では忘れたのか、前の回で諦めたからなのか、また悪戯をする場合もある。
パンダが好きなのかシーズン5ではパンダを他のゴキブリ(ジョーイとディーディー)の悪戯に引っかかったりしたら助けてあげたことがある。

### その他
モニカ (Monica)
オギーの双子の妹。ジャックと結婚したようなエピソードがあり、子供もいる。ローラースケートなどのスポーツが趣味。
シーズン7でオリビアと対面した際にはお互い張り合っていたが、後に和解する。
ボブ (Bob)
隣の家の犬。大柄で茶色い番犬のようなブルドッグで、しばしばゴキブリたちの起こす騒動に巻き込まれて要らぬ被害を受けている。自宅の敷地内で庭の手入れや家事をしたり、読書等で寛いでいる所にオギーやジャックが突っ込んでくるのが定番で、その度に怪我を負わされたり行なっていた作業を台無しにされる。殆どの場合、ゴキブリたちは即座に逃走してしまうため、オギーらを主犯と思い込んで激しく痛めつけているが、稀にゴキブリの仕業と見抜いて3匹に鉄拳制裁を加える時もある。
傲慢な性格で、オギー達の事を見下している事が多い。シーズン2のオギーが生活苦から求人広告の仕事へ応募する回ではオギーと被る形で広告元の会社へ応募したことがあり、入社試験の課題において知能テストの一つとして出されたブロックパズルをオギーから（出来上がった瞬間に）横取りするなどの不正行為や底意地の悪さを見せた。
エピソードによってはオギー達と仲が良く、ある話ではボブの自宅にミツバチの巣箱が設置されており、ミツバチと蜂蜜の取引をしている。
棘付きの首輪をしており、家の外に犬小屋と餌皿があるため人間に飼育されている可能性があるが、その話はシーズン7の終わりまで確認されていない。
作中ではレストランの支配人やプールの監視員など、色々な仕事をしている事が多い。
おじさんゴキブリ
ゴキブリ3匹の下へ遊びにやって来た太めの中年男性のような姿のゴキブリ。帽子とオーバーオールを着用しており、髭が濃いのが特徴。
履いている靴下やかぶっている帽子にチーズ(恐らくカース・マルツゥ)を入れており、このチーズは蛆虫などが入り込んでいてかなり発酵している。その臭いはゴキブリ3匹が卒倒するほど強烈。
植物の種を発芽させ生育させる能力を持っており、大量の豆を成長させている。ただしリメイク含め2回しか登場しない。
オリビア (Olivia)
シーズン4から登場した雌の白猫。オギーと同じく頭頂部に黒髪のような模様があり、頭に黄色のリボンを付けている。オギーの隣に引っ越してきている。
オギーの一目惚れの相手でもあり、シーズン4のラストで結婚する。
争い事が嫌いな優しい性格で、悪戯をしたゴキブリ達に暴力を振るうことも嫌がる。
自分のことを助けてくれたオギーに好意を持つ。見た目に反してアクティブであり、モニカのようにスポーツ好きな一面が見られる。
ストーリーによって、ゴキブリが苦手な時と、そうでない時がある。
また、怒った時は大胆な行動に出ることがあり、その勢いにはゴキブリ達が萎縮するほど。
オギーのおばあちゃん
たまにオギーの家に遊びに来る。オギーは気付いていないが、実はゴキブリ達と互角以上に戦えるくらい強い。彼女の作るクッキーはとてつもなく硬い。
しっかり者で、オギー宅のテーブルのホコリをチェックしたり、溜まった食器を洗うようオギーに注意したりする。
シーズン3では紅茶を飲む事によってパワーアップし、ゴキブリをペシャンコにしたり、工具を投げつけたりしてやっつけていた。
オギーの両親
オギーのおばあちゃん同様、たまにオギーの家に遊びに来る。父親はオギーと同じく青色の体毛だが、オギーと違って常に服を着ている。
母親は桃色の体毛でオギー父と同じく服を着ているが、オギー父とは対照に細身である。
オギーは気付いていないが、実はオギー母はゴキブリ達を倒せる実力を持ち合わせている。
ジャックの甥
ジャックの甥っ子で、ティーンエイジャーである。ジャンクフードやシリアルが大好きで、それがないと発狂して叫び出す。
常にスマートフォンをいじっていて、オギーがテニスなどに誘っても見向きもしない。
外出したとしてもスマートフォンで音楽を聞くだけである。何故かゴキブリのジョーイと気が合う。オギーがハエ叩きを取り出してゴキブリをやっつけようとすると退治しちゃダメだと言わんばかりにジョーイを庇っていた。
レディーK (Lady K)
シーズン4から登場した雌のゴキブリ。細身で茶色の体色、人間の女性の様な体付きにつり上がった目と波掛かった触角が特徴。赤いハイヒールを履いている。
ゴキブリ3匹（特にジョーイ）が一目惚れしている。オリビアの家に住み着いているが、K自身はオリビアを快く思っていない節がある。
実はジョーイ以上の策謀家で、自分の美貌を駆使して3匹に入れ知恵を行なったり嗾けたこともある。
エル・クカラチャ (El cucaracha)
ジョーイの従兄弟のゴキブリでメキシコ在住。シーズン4に登場。ジョーイに会いにはるばるメキシコから訪かえた
ラテン系の土地柄からか性格は陽気で楽器演奏（特にギター）が得意。
ジョーイとは仲が良くオギーへの悪戯などで息が合うほどであるが、彼がレディーKに一目惚れし、ジョーイの目の前でKに恋のアプローチを行なったが為に、そこからジョーイに敵意を抱かれる破目に遭う。なお、名前の由来はスペイン語でゴキブリを意味する言葉である。
魔女
人間の老婆の姿をしており、時折上空を魔法の箒で飛んでいる。
その際に魔法の道具（対象物の大きさを変える(おそらく)望遠鏡、描いたものが実体化する鉛筆など）を落とし、ゴキブリ達の悪戯に利用される。
道具の効力を失わせる、相手を幼児化させるなどの魔法も使える。
ピヤ (Piya)
新シリーズに登場する雌の象。ゴキブリ達とは仲が良いが、新シリーズの第1話で石蹴りをした際に家が揺れるほど体重が多い、もしくは力が強い。